# Esperança (álbum de Detonautas Roque Clube)
Esperança é o oitavo álbum de estúdio dos Detonautas, gravado durante a pandemia do COVID-19 entre abril e agosto de 2020 e lançado em 4 de fevereiro de 2022.
O álbum traz 7 faixas inéditas e conta com uma versão da música "Amanhã é 23", do grupo Kid Abelha. A sonoridade buscada pela banda neste novo álbum remete mais a canções com boas melodias e baladas bem trabalhadas, com doses de blues e rock and roll. 

## Contexto
No início da pandemia, Tico Santa Cruz fez algumas lives para arrecadar fundos para a sua equipe e ONGs. Com um pouco mais de tempo pôde se dedicar à composição. O álbum foi feito nesse período, até julho de 2020.
As gravações ocorreram no início da pandemia do COVID-19 e cada integrante do grupo gravou suas devidas partes em casa, por conta das medidas de segurança e prevenção do vírus.
Esperança é um disco praticamente inédito, tem um poema belíssimo de Bráulio Bessa musicado por Tico Santa Cruz e a regravação de "Amanhã é 23" (Paula Toller e George Israel). O disco de 8 faixas fecha com um primoroso blues. O álbum foi produzido por Marcelo Sussekind e arranjado por Sérgio Villarim.
O Álbum Laranja foi gravado logo em seguida, mas lançado antes deste, em 23 de julho de 2021.

## Faixas
| N.º            | Título                   | Letras                         | Duração |  |
| 1.             | "Tudo Pode Acontecer"    | Tico Santa Cruz                | 2:57    |  |
| 2.             | "Livre Para Voar"        | Tico Santa Cruz                | 3:18    |  |
| 3.             | "Sorte de Mim"           | Tico Santa Cruz                | 3:13    |  |
| 4.             | "Amanhã é 23"            | Paula Toller, George Israel    | 3:02    |  |
| 5.             | "A Quem Precisar de Mim" | Tico Santa Cruz                | 3:16    |  |
| 6.             | "Me Diz Você"            | Tico Santa Cruz                | 2:52    |  |
| 7.             | "Medo"                   | Tico Santa Cruz, Bráulio Bessa | 3:11    |  |
| 8.             | "Caco de Vidro"          | Tico Santa Cruz, Renato Rocha  | 4:14    |  |
| Duração total: | Duração total:           | Duração total:                 | 26:08   |  |

### Detonautas Roque Clube
- Tico Santa Cruz: vocal
- Renato Rocha: guitarra, violão, violão 12 cordas, teclados adicionais
- Fábio Brasil: bateria
- Phil Machado: guitarra
- André Macca: baixo

### Participação especial
- Frejat: vocal em "Medo"

### Músicos convidados
- DJ Cléston: percussão
- Sérgio Villarim: teclados
- Marcelo Sussekind: guitarra

### Créditos
- Marcelo Sussekind: produção musical
- Arthur Luna: mixagem e masterização no estúdio Cia. dos Técnicos, Rio de Janeiro.

## Curiosidades
- Nunca nenhuma banda ou artista havia regravado a canção "Amanhã é 23", do Kid Abelha.[16]
- A faixa "Medo" é um poema do poeta e cordelista Bráulio Bessa musicado por Tico Santa Cruz e Frejat.[16]
- A faixa "Caco de Vidro" é uma letra do guitarrista Renato Rocha, arquivada por mais de 10 anos.[carece de fontes?]